# Niedermühle Büren

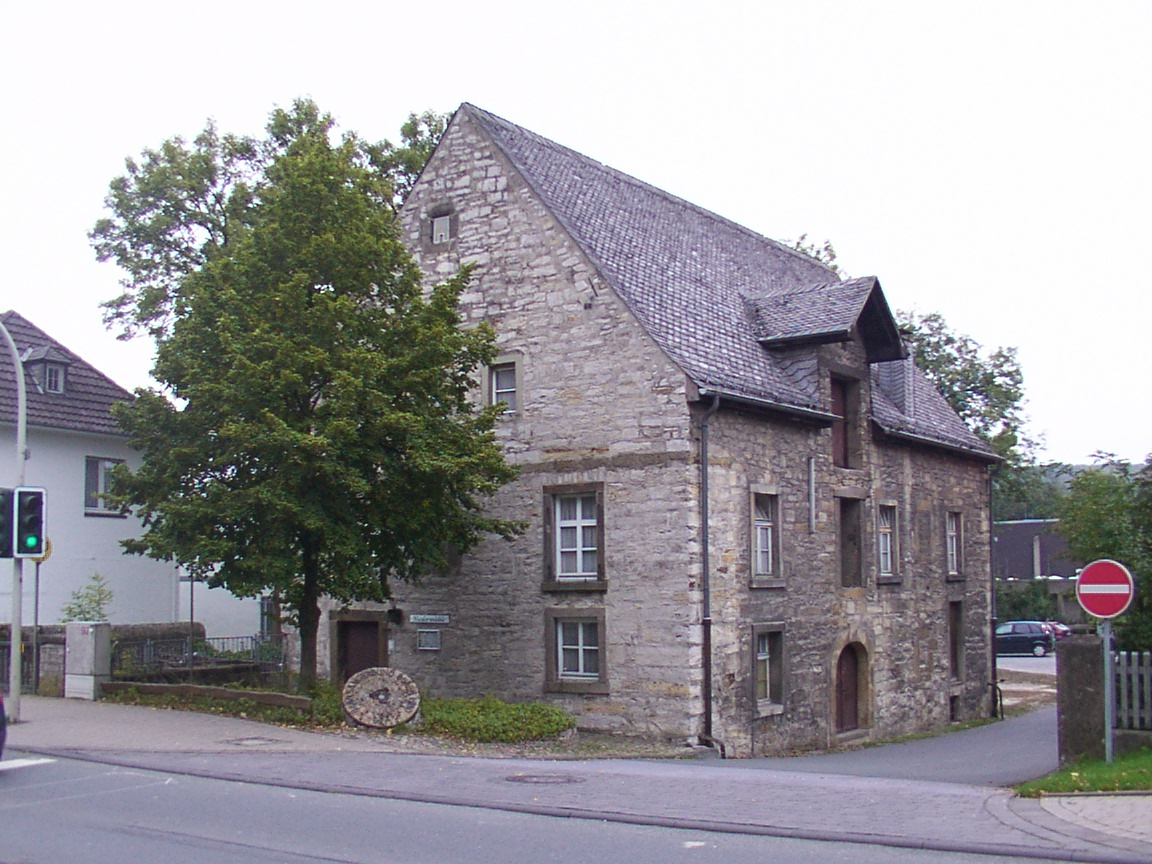
Die Niedermühle im Oktober 2005

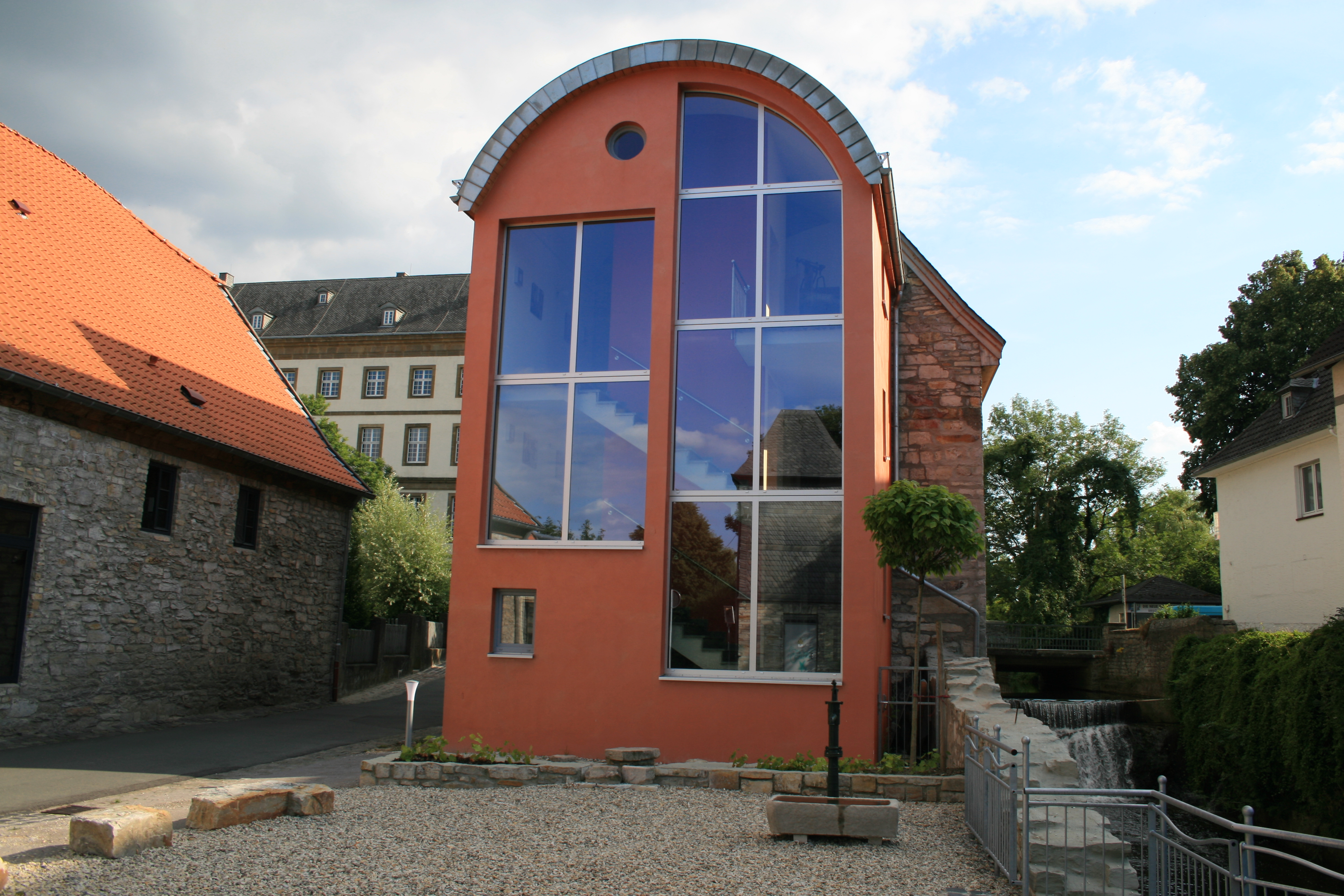
Niedermühle im Sommer 2008

Die unter Denkmalschutz stehende Niedermühle ist eine 1537 erbaute Wassermühle in Büren im Kreis Paderborn (Nordrhein-Westfalen).

## Geschichte
Die 1537 erbaute Mühle brannte 1922 vollständig ab. Anschließend wurde sie wieder aufgebaut und war bis Mitte des 20. Jahrhunderts in Betrieb. Zusammen mit der Mittelmühle ist sie eine von zwei noch erhaltenen historischen Mühlen im Stadtgebiet von Büren.

## Heutige Nutzung
Im Rahmen eines Stadterneuerungsprogramms wurde die Niedermühle von 2004 bis 2006 mit einem neuen Anbau versehen.  
Im jetzigen Kultur- und Begegnungszentrum Niedermühle finden in verschiedenen Abständen Konzerte und andere Aktivitäten statt. In den Schulsommerferien beherbergt die Mühle auch das Sommerferienkino. Zusätzlich wird die Mühle das ganze Jahr über vom Sängerbund Büren als Übungsraum benutzt.